# فرودگاه شهری وست ممفیس
فرودگاه شهری وست ممفیس  (به انگلیسی: West Memphis Municipal Airport) یک فرودگاه همگانی باربری با کد یاتا AWM است که یک باند فرود بتن دارد و طول باند آن ۱۸۳۰ متر است. این فرودگاه در کشور ایالات متحده آمریکا قرار دارد و در ارتفاع ۶۵ متری از سطح دریا واقع شده است.